# Helig kyss
Den heliga kyssen är en traditionell kristen hälsning. Uttrycket kommer från Nya Testamentet, där det förekommer fem gånger. Inom traditionella kristna kyrkor benämns kyssen fredskyss eller fridskyss.
Den heliga kyssen förekommer i: 
- Romarbrevet 16:16 – "Hälsa varandra med en helig kyss" (grekiska: ἀσπάσασθε ἀλλήλους ἐν φιλήματι ἁγίῳ).
- Första Korinthierbrevet 16:20 – "Hälsa varandra med en helig kyss" (grekiska: ἀσπάσασθε ἀλλήλους ἐν φιλήματι ἁγίῳ).
- Andra Korinthierbrevet 13:12 – "Hälsa varandra med en helig kyss" (grekiska: ἀσπάσασθε ἀλλήλους ἐν ἁγίῳ φιλήματι).
- Första Thessalonikerbrevet 5:26 – "Hälsa alla bröderna med en helig kyss" (grekiska: ἀσπάσασθε τοὺς ἀδελφοὺς πάντας ἐν φιλήματι ἁγίῳ).
- Första Petrusbrevet 5:14 – "Hälsa varandra med kärlekens kyss" (grekiska: ἀσπάσασθε ἀλλήλους ἐν φιλήματι ἀγάπης).